# Das Partes dos Animais
De Partibus Animalium é um dos principais textos de Aristóteles sobre biologia. Foi escrito por volta de 350 a.C. Todo o trabalho é aproximadamente um estudo de anatomia e fisiologia animal; visa fornecer uma compreensão científica das partes (órgãos, tecidos, fluidos, etc.) dos animais e questiona se essas partes foram projetadas ou surgiram por acaso.

## Cronologia
O tratado é composto por quatro livros cuja autenticidade não foi questionada, embora sua cronologia seja contestada. O consenso em situá-la antes da Geração dos animais e talvez depois da História dos animais. Há indícios de que Aristóteles colocou este livro no início de suas obras biológicas.

## Conteúdo
No Livro I, Aristóteles aplica sua teoria da causalidade ao estudo das formas de vida. Aqui, ele propôs a metodologia para estudar organismos e enfatizou a importância da causa final, design ou propósito buscando uma explicação teleológica nas ciências da vida. Ele criticou a taxonomia dicotômica praticada na Academia de Platão, pois, na maioria das vezes, é supérflua e “sem sentido”. Conclui defendendo o estudo dos animais como uma ciência tão importante quanto a dos corpos celestes.
Aristóteles afirmou que todo ser vivo consiste em duas partes intrínsecas:
- Matéria Primária (οὐσία)
- Forma substancial (εἶδος)

Ele usou esses princípios para estudar os elementos primordiais da natureza de que são compostos os corpos dos animais e as condições intrínsecas que fazem os corpos se tornarem o que são. Primeiro partem da combinação dos elementos fundamentais da natureza (terra, água, ar e fogo) formando os tecidos e esses órgãos.
Nos demais livros, Aristóteles estuda as partes internas e externas dos animais sanguíneos e não sanguíneos, comparando-os com os seres humanos, mostrando o comum e o específico. 
Para Aristóteles, as causas materiais de um organismo não poderiam explicar todos os seus aspectos. Para explicar fenômenos como os processos de um organismo ou suas adaptações ao ambiente do organismo, era necessário recorrer às causas finais, explicações teleológicas desses fenômenos. Em sua Geração de Animais, ele explica a reprodução teleológica e o desenvolvimento animal.

## Tradução árabe
Uma tradução árabe de Partes de Animais está incluída como tratados 11–14 do Kitāb al-Hayawān.
Michael Scot fez uma tradução latina e Pedro Gallego uma adaptação latina (Liber de animalibus) feita a partir das versões árabe e latina.